# Alvin Harper
(en) Statistiques sur pro-football-reference
Alvin Craig Harper (né le 6 juillet 1967) est un joueur américain de football américain évoluant au poste de wide receiver pour les Cowboys de Dallas, les Buccaneers de Tampa Bay, les Redskins de Washington et les Saints de la Nouvelle-Orléans. Il remporte deux Super Bowls avec les Cowboys de Dallas : les Super Bowls XXVII et XXVIII, contre les Bills de Buffalo.